# Canal de Lastukoski
Le canal de Lastukoski (finnois : Lastukosken kanava) est un canal situé à Nilsiä dans la municipalité de Kuopio en Finlande.

## Description
Le canal, de 300 m de long et d'une chute de 4,00 - 4,30 m.
Le canal a été construit en 1904–1905 et ouvert à la circulation en 1906.
Les dimensions autorisées des bateaux sont (longueur 31,2 m x largeur 7,1  m x tirant d'eau 1,4 m x hauteur 4,3 m).
Le canal fait partie de la voie navigable de Nilsiä (Kallavesi-Akonvesi-Vuotjärvi-Syväri)